# Bananalmyrfågel
Bananalmyrfågel (Cercomacra ferdinandi) är en fågel i familjen myrfåglar inom ordningen tättingar.

## Utbredning och systematik
Fågeln förekommer i centrala Brasilien (ön Bananal och högra stranden av floden Javaés i Tocantins). Den behandlas som monotypisk, det vill säga att den inte delas in i några underarter.

## Status
IUCN kategoriserar arten som nära hotad.